# O Primo do Cangaceiro
O Primo do Cangaceiro é um filme brasileiro de comédia, de 1955, rendeu ao ator Sérgio de Oliveira o Prêmio Saci como melhor ator coadjuvante daquele ano.

## Sinopse
No sertão nordestino, o cangaceiro Lampião, pressentindo seu fim, decide passar o comando do bando para um sobrinho, apelidado Tetéu.

## Elenco[2]
- Antônio Carlos Pires como Tetéu
- Zé Trindade como Juiz Gaudêncio
- Castro Gonzaga como Lampião
- Sérgio de Oliveira como Promotor Eleutério
- Wilson Grey como Funga-funga
- Nancy Wanderley
- Berta Loran
- Chico Anysio
- Nádia Maria
- Alberto Pérez
- Magalhães Graça

## Dados técnicos
Produzido pela Flama Produtora Cinematográfica Ltda., e produtor Mário Del Rio, teve roteiro de Ruy Costa e argumento por Jota Ruy, sobre história de Plínio Campos.